# 카를로 마시
카를로 마시(Carlo Masi, 1976년 10월 6일 ~ )는 이탈리아의 포르노 배우이자 과학자로, 게이 포르노에 종사한다.

## 같이 보기
- 성소수자 과학인